# Macross Ace Frontier
Macross Ace Frontier (マクロス エース フロンティア?, Makurosu Ēsu Furontia) è un videogioco sparatutto sviluppato dalla Artdink per PlayStation Portable. Il gioco è basato sulla popolare serie Macross. Il gioco comprende elementi, personaggi, tecnologie, spunti narrativi e colonna sonora della serie originale del 1982 Fortezza superdimensionale Macross, della serie OAV del 1994 Macross Plus, della serie televisiva del 1994 Macross 7, della serie televisiva del 2008 Macross Frontier, oltre che alcuni elementi del film Macross - Il film del 1984 e della serie di OAV del 2002 Macross Zero.
Il gioco è uno sparatutto 3D con possibilità di gioco in multiplayer, da uno a quattro giocatori. Il gioco sfrutta il motore di gioco lanciato dal videogioco Gundam Battle.
È stato annunciato un sequel di Macross Ace Frontier, intitolato Macross Ultimate Frontier.